# Alfred Cellier
Alfred Cellier, né le 1er décembre 1844 à Londres et y décédé le 28 décembre 1891 est un compositeur, orchestrateur et chef d'orchestre anglais. Il est l'auteur de plus d'une douzaine d'opéras et autres œuvres pour le théâtre et  pour l'orchestre, mais son opéra-comique, Dorothy (1886), est de loin son œuvre la plus réussie. Elle est la pièce du théâtre musical la plus jouée au XIXe siècle (931 représentations).

## Biographie
Alfred Cellier est né à Hackney, un borough de Londres). Ses parents sont Arsène Cellier, d'origine française et professeur de langues à la Hackney Grammar School, et son épouse Mary Ann. Il étudie à la Hackney Grammar School. De 1855 à 1860, il est choriste à Chapel Royal, Saint-James,sous la direction du révérend Thomas Helmore. Arthur Sullivan est un de ses camarades de classe. Il épousera plus tard Harriet Emily. Son frère François Cellier est également chef d'orchestre.

### Les débuts
Cellier est d'abord organiste à la All Saints' Church de Blackheath, au sud-est de Londres et chef d'orchestre de la Belfast Philharmonic Society (1862). En 1866, il succède au Dr Chipp comme organiste et directeur des concerts de Ulster Hall de Belfast. En 1868, il est retourne à Londres comme organiste de l'église Saint-Alban à Holborn. En Janvier 1871, il devient premier chef d'orchestre et directeur musical du Royal Court Theatre à Londres, puis de 1871 à 1875, du Prince's Theatre, à Manchester.
Pendant cette période, Cellier compose de nombreux opéras comiques et opérettes, dont la plus réussie est sans doute  The Sultan of Mocha, créée en 1874 au Prince's Theatre, à  Manchester. Elle sera reprise à Londres en 1876 et 1887 (avec un nouveau livret) puis à New York en 1880, entre autres. Autre grand succès, Charity Begins at Home  créée en 1872 à la Royal Gallery of illustration. Cette pièce, sur un livret de B.C Stephenson, est jouée plus de 200 fois. Il écrit également écrit de nombreuses chansons et compose pour l'orchestre (Sa suite symphonique par exemple) et le piano, dont la très populaire Danse pompadour . Cellier brille surtout dans ses œuvres scéniques. Mais ses premières productions pour le théâtre, comme Topsyturveydom (1874, sur un livret de William S. Gilbert), The Tower of London (1875), Nell Gwynne (1876), Two Foster Brothers (1877, sur un livret de Gilbert Arthur à Beckett) n'obtiennent qu'un succès modeste.

### Les années D'Oyly Carte
En Décembre 1877 Cellier rejoint la D'Oyly Carte Opera Company en tant que directeur musical. A l'Opéra Comique de Londres, il dirige The Sorcerer (1877), H.M.S. Pinafore (1878, pour lequel il écrit une ouverture sur les thèmes de cette opérette de Gilbert et Sullivan ), Trial by Jury (1878), George Grossmith's Cups and Saucers (1878–79), et trois de ces propres compositions, en un acte : Dora's Dream (1877–78), The Spectre Knight (1878), et After All ! (1878–79). Son frère François lui succède comme directeur musical de l' Opéra Comique en 1879. Alfred Cellier dirige une série de concerts promenades au Queen's Theatre, Long Acre et, en 1878–1879; il est le chef d'orchestre, avec Sullivan, des concerts promenades de Covent Garden.
En 1879, il voyage avec Gilbert, Sullivan et Carte en Amérique, où il dirige Pinafore et The Pirates of Penzance, lors de la première tournée américaine de la compagnie de Carte. Cellier écrit l'ouverture de Pirates en utilisant les thèmes de la musique de Sullivan. De retour à Londres, en juillet 1880, il dirige Pirates à l'Opéra Comique pour Pirates et une de ses propres œuvres, In the Sulks (livret de Frank Desprez) . En Avril 1881, il quitte la société D'Oyly Carte, et cède le relais à son frère. Cellier compose un grand opéra, Pandora, d'après The Masque of Pandora  d'Henry Longfellow (avec un livret de BC Stephenson). Il est créé à Boston en 1881. Il revient en Amérique plus tard dans l'année comme directeur musical des productions D'Oyly Carte de New York. Il part en tournée avec Billee Taylor (1882), Les Manteaux Noirs, Rip Van Winkle (1882), et Iolanthe (1882–83).
En 1883, Cellier compose une cantate, Gray's Elegy, interprétée au festival musical de Leeds. Cette même année, il quitte D'Oyly Carte company, mais revient de temps en temps pour des tournées avec Princess Ida (1884) and The Mikado (1885). En 1885, également, Cellier compose la musique de scène pour une production de As you like it et de la musique additionnelle pour deux pièces créées au Savoy Theatre : The Carp (montée avec The Mikado et Ruddigore en 1886-1887), et Mrs. Jarramie's Genie (en collaboration avec son frère François, sur des livrets de Desprez (1887-1889).
Cellier dirige dans plusieurs théâtres de Londres, le Criterion Theatre, le St James, et le Savoy. Plus tard, après des problèmes de santé, il se rend à l'étranger, notamment en Amérique et en Australie, où il est le représentant de la D'Oyly Carte Opera Company.

### Dorothyet pièces ultimes
En 1885, le Cellier compose une chanson, « There once was a time, my darling », pour une pièce produite par George Edwardes, Little Jack Sheppard (1885). En 1886, toujours pour Edwardes, Cellier écrit son plus grand succès, la partition de l'opéra-comique, Dorothy, sur un livret de BC Stephenson, créée au Gaiety Theatre le 25 septembre 1886. L'accueil est peu enthousiaste. Cellier réutilise une partie du matériau de Nell Gwynne, un échec en 1876, qui avait pourtant reçu des éloges pour sa musique. Mais ni la musique, ni le livret de Dorothy ne reçoivent, au début, des critiques élogieuses. Le Times écrit : « La douceur règne en maître, et avec elle aussi, malheureusement, une bonne partie de la faiblesse raffinée et l'inaptitude qui sont les défauts de cette qualité. »
Stephenson et Cellier revoient leur copie. Le spectacle est monté en décembre 1886 au Prince of Wales Theatre avec en vedette Marie Tempest. Dorothy devient un grand succès au box-office. De 1887 jusqu'en 1889, on le joue au Lyric Theatre. Avec 931 représentations à l'origine, Dorothy est la pièce la plus jouée de cette époque, surpassant même The Mikado, au désespoir de l'ami de Cellier Arthur Sullivan. Certains critiques reconsidèrent leur condamnation antérieure et l’œuvre est désormais considérée comme une pièce victorienne classique. L'intrigue, d'abord méprisée, est comparée aux travaux des dramaturges de la Restauration anglaise comme David Garrick et Aphra Behn, Oliver Goldsmith et même William Shakespeare. Cet immense succès a conduit à des reprises de certaines des œuvres antérieures de Cellier.
Entre 1886 et 1888, Alfred Cellier effectue une tournée en Australie, où il dirige The Mikado, Dorothy et d'autres œuvres. Ses derniers opéras, Doris (1889, avec Stephenson) et The Mountebanks (avec Gilbert, crée en janvier 1892, quelques jours après la mort du compositeur), obtiennent des succès modestes. Souvent en mauvaise santé tout au long de sa vie, Cellier est incapable de terminer The Mountebanks. C'est Ivan Caryll qui termine la partition.
Cellier doit beaucoup à l'influence de Sullivan. C'est un mélodiste fertile, et son écriture est élégante et de raffinée, toutefois sans l'humour d'un Sullivan.
Cellier est mort à son domicile de Bloomsbury, à Londres et est enterré dans le cimetière de West Norwood.

## Œuvres principales

### Opéras et comédies musicales
- Charity Begins at Home (1872)
- Dora's Dream (1873)
- Topsyturveydom (1874)
- The Sultan of Mocha (1874)
- The Tower of London (1875)
- Nell Gwynne (1876)
- Two Foster Brothers (1877)
- The Spectre Knight (1878)
- Belladonna, or The Little Beauty and the Great Beast (1878)
- After All! (1878)
- In the Sulks (1880)
- Pandora (1881)
- The Carp (1886)
- Dorothy (1886)
- Mrs. Jarramie's Genie (1888)
- Doris (1889)
- The Mountebanks (1892)

### Musique de scène
- Les manteaux noirs (1882)
- As You Like It (1885)
- The Water Babies (1902)

### Autres
- Gray's Elegy (1883), pour chœur et orchestre
- Suite symphonique
- Barcarolle pour flûte et pianoforte
- Diverses pièces pour chant et piano

## Source de traduction
- (en) Cet article est partiellement ou en totalité issu de l’article de Wikipédia en anglais intitulé « Alfred Cellier » (voir la liste des auteurs).